# LG Optimus L9
LG Optimus L9 är en Android smartphone som är designad och tillverkad av LG Electronics. Telefonen släpptes hösten 2012.
Den använder Android 4,0 Ice Cream Sandwich OS och har en 1GHz dual-core processor, 1 GB RAM och 4GB lagring. Optimus L9 smartphone har en 4,7-tums pekskärm IPS QHD display med bildförhållandet 16:9, en 5MP kamera på baksidan med blixt och på framsidan finns en VGA-kamera.
LG Optimus L9 har många förbättringar jämfört med dess föregångare, bland annat Full HD 1080p videoinspelning, ökad skärmupplösning, ökad RAM-storlek och en processor med dubbla kärnor.